# Rut Holm
Rut Ingeborg Holm, född 1 november 1900 i Avesta, död 4 juli 1971 i Sankt Görans församling i Stockholm, var en svensk skådespelare och sångare inom revy och folklustspel. Hon var en populär skådespelare och komiker, verksam på scen, film och skiva. Hon utvecklades under 1930- och 1940-talen till en av de verkligt folkkära svenska skådespelerskor på scen och på filmduken, i roller där hon ofta spelade hembiträde eller "kärring". Bland hennes mest kända pjäser och filmer kan nämnas Söderkåkar, Augustas lilla felsteg, Skärgårdsflirt och Anderssonskans Kalle.

## Biografi

### Tidiga år
Rut Holm var dotter till byggmästare Anders Holm och hans maka Matilda. Hon hade två äldre systrar, Ester och Edith, som båda dog som barn. Hon miste även sin far tidigt, år 1905. Modern flyttade därefter till Sala (när Rut var sju år gammal), gifte om sig och fick en son tillsammans med sin nya make.
Redan som litet barn drömde Rut Holm om teatern, och vedboden i hemmet fick tjäna som hennes allra första scen. Hemmet var religiöst präglat, och hennes intresse för teater uppmuntrades inte. Under uppväxten i Sala avklarade hon inte bara skolgången, hon övade sig även att underhålla en publik, då hon uppträdde hos Frälsningsarmén med sång och gitarrspel. Vid 17 års ålder fick hon äntligen stå på en riktig scen, då hon medverkade som statist i en föreställning i Västerås.

### Flytt till Stockholm, teaterkarriär
Rut Holm strävade efter att komma in vid teatern och flyttade därför till Stockholm som 18-åring. Hon försörjde sig bland annat som hembiträde, diskerska och servitris medan hon försökte uppfylla sin dröm. Det var svårt utan några kontakter, men till slut lyckades hon ändå. Hon fick 1923 (eller 1924) en roll i Baldewins bröllop, som del av turnerande teatersällskap som stod under Halvar Falcks ledning. Hon var sedan verksam vid olika turnésällskap i landsorten, inklusive i Pick-Wick-turné som sommartid spelade vid svenska badorter.
Hennes sceniska genombrott inträffade på Mosebacketeatern 1926. Där gjorde hon succé i Gideon Wahlbergs folklustspel Skärgårdsflirt, mot en av de främsta svenska komikerna vid tiden – Fridolf Rhudin. Pjäsen kom totalt att spelas 516 gånger.
Rut Holm kom också att medverka i många revyer. Hennes största kritikerframgång var den som gumman i Katarinahissen, en monolog skriven av Åke Söderblom, i en Folkets hus-revy år 1935.
Rut Holm uppträdde genom åren vid de flesta inne- och utescener i Stockholm, däribland Södra teatern (1939–1940), Folkteatern, Odéonteatern (från 1930), Folkets hus teater, Oscarsteatern, Casinoteatern, samt friluftsscenerna i Tantolunden och Vanadislunden. Utöver det medverkade hon även genom åren i olika teater- och revyturnéer runtom i landet, bland annat i Folkets hus-revyn, de somrar hon inte spelade på någon av Stockholms friluftsteatrar. Hon spelade även på Stora Teatern i Göteborg.
Bland hennes olika teaterroller kan nämnas "Felsteget" i Augustas lilla felsteg på Mosebacketeatern 1931, Svea Lundkvist i En Söderpojke på samma scen 1933 och Lina i Här kommer jag på Folkets hus teater 1933. Hon spelade även pigan Vivan i ytterligare ett av Gideon Wahlbergs folklustspel, Grabbarna i 57:an, vid dess urpremiär på Tantolundens friluftsteater 1935.

### Filmkarriär
Rut Holm filmdebuterade 1932 i Weyler Hildebrands filmatisering av lustspelet Söderkåkar, i rollen som jungfrun Malin, inflyttad till Söders höjder från landet. Under 1930- och 1940-talet var hon engagerad vid Europafilm och fick där i ett 30-tal folkliga filmer motspelare bestående av tidens folkliga humorelit och mest älskade underhållare, såsom Fridolf Rhudin, Edvard Persson, Dagmar Ebbesen, Elof Ahrle, Nils Lundell, Thor Modéen, Åke Söderblom, Julia Cæsar och Emil Fjellström. Till dessa hörde även Åke Grönberg; de två kamperade ihop på scen, film och skivor. Men samarbetet sträckte sig längre än så, och de var även gifta en period.
Rut Holm kom under sin drygt 30 år långa karriär sammanlagt att medverka i 56 filmer – de flesta folkliga lustspel. Bland filmerna kan nämnas Vi som går köksvägen, 1932, Fridolf i lejonkulan, 1933, Augustas lilla felsteg, 1933, Skärgårdsflirt, 1935, Skicka hem nr. 7, 1937, Skanör-Falsterbo, 1939, Frun tillhanda, 1939, Hanna i societén, 1940, Kvinnan tar befälet, 1942, Fångad av en röst, 1943, Bröllopet på Solö, 1946, Åsa-Hanna, 1946, Marknadsafton, 1948, Janne Vängmans bravader, 1948, Anderssonskans Kalle, 1950, och Vi på Väddö, 1958. Den sistnämnda kom att bli hennes sista film.

### Sista år
Under en turné med Klangerevyn 1960 fick hennes karriär ett abrupt slut. I en olycka med turnébussen skadade hon sig så pass svårt att hon blev rullstolsbunden livet ut.

## Stil och renommé
Som revystjärna var Rut Holms specialitet monologen, och några av hennes mest kända, exempelvis "Epatåget" och "Sveriges sista hembiträde", utkom också på skiva. Skivdebuterade gjorde hon 1934 med ”Rut söker plats” och hon spelade in totalt 27 skivsidor åren 1934–1945 – främst sketcher och monologer men även en del sånger.
Rut Holm fick tidigt ett namn om sig som komisk karaktärskådespelerska. Hon tog från allra första början plats i hembiträdes-, pig- och kärringfacket och förblev vid sin läst. På film gestaltade hon ofta folkliga, simpla, men lite lagom riviga och lustiga kvinnor. Hennes nisch var "allmogepigan", som kunde vara lite bortkommen, dumslug eller finurlig. Hon var en skojfrisk, lagom impertinent, morsk och rapp lantlolla. Hon kunde sätta såväl högfärdsblåsor som manfolk på plats om så behövdes, men med glimten i ögat. Hon hade en mjukare framtoning än de andra huskorsen inom svensk film vid tiden, hon skällde inte lika argt och kunde beroende på omständigheter även ta till lipen, bli sentimental eller svärmisk.
Några allvarligare roller spelade Rut Holm sällan, men en och annan dramafilm blev det. Hon porträtterade bland annat dragspelskungen Calle Jularbos mor i den något sockrade dramatiseringen av hans liv från 1952, Kalle Karlsson från Jularbo. De var båda från samma trakter kring Avesta. Holm gjorde sig ett namn som skicklig komisk karaktärsskådespelare, med sitt chosefria spel och sina genuina rolltolkningar av såväl kärlekskranka ungmöer som bestämda kvinnor som sällan lämnade kökets regioner. Detta var insatser som sällan stått högt i kurs eller omnämnts i pressen eller historieskrivningen. Rut Holm utformade trots detta sitt eget birollsfack, där hon såg till att briljera. Hon var en av de stora komikerna under 1930- och 1940-talen, en verkligt folklig och folkkär stjärna med revy och folklustspel som specialitet. Hon kallades ibland för ”En kvinnlig Fridolf Rhudin” och ”Hela Sveriges Rutan”.

## Familj
Rut Holm var gift med skådespelaren Nils Dahlström åren 1932–1935 samt med skådespelaren Åke Grönberg åren 1941–1946.
Hon dog i Stockholm 1971 och är begravd på Hovdestalunds kyrkogård i Västerås.

## Filmografi
- 1932 – Söderkåkar
- 1932 – Vi som går köksvägen
- 1933 – Fridolf i lejonkulan
- 1933 – Augustas lilla felsteg
- 1933 – Lördagskvällar
- 1933 – Hemliga Svensson
- 1934 – Äventyr på hotell
- 1934 – Flickorna från Gamla stan
- 1935 – Skärgårdsflirt
- 1935 – Tjocka släkten
- 1935 – Larsson i andra giftet
- 1936 – Familjen som var en karusell
- 1936 – Kvartetten som sprängdes
- 1937 – Odygdens belöning
- 1937 – Skicka hem nr. 7
- 1938 – Kustens glada kavaljerer
- 1938 – Sol över Sverige
- 1938 – Vi som går scenvägen
- 1939 – Vi på Solgläntan
- 1939 – Frun tillhanda
- 1940 – Hanna i societén
- 1941 – Hemtrevnad i kasern
- 1941 – Alla tiders krigare
- 1942 – Kvinnan tar befälet
- 1943 – Fångad av en röst
- 1944 – Fia Jansson från Söder
- 1945 – Trav, hopp och kärlek
- 1946 – Bröllopet på Solö
- 1946 – Det glada kalaset
- 1946 – Åsa-Hanna
- 1947 – Lata Lena och blåögda Per
- 1948 – Janne Vängmans bravader
- 1948 – Lars Hård
- 1948 – Loffe som miljonär
- 1948 – Marknadsafton
- 1950 – När Bengt och Anders bytte hustrur
- 1950 – Anderssonskans Kalle
- 1950 – Loffe blir polis
- 1950 – Motorkavaljerer
- 1950 – När kärleken kom till byn
- 1950 – Påhittiga Johansson
- 1952 – Kalle Karlsson från Jularbo
- 1952 – Klackarna i taket
- 1953 – Bror min och jag
- 1953 – Alla tiders 91 Karlsson
- 1953 – Kungen av Dalarna
- 1953 – Folket i fält
- 1954 – Aldrig med min kofot eller Drömtjuven
- 1954 – De röda hästarna
- 1954 – Sju svarta "Be-Hå"
- 1954 – Brudar och bollar eller Snurren i Neapel
- 1955 – Far och flyg
- 1955 – Flottans muntergökar
- 1956 – Flickan i frack
- 1957 – Mamma tar semester
- 1958 – Vi på Väddö

## Teater

### Roller (ej komplett)
| År   | Roll                     | Produktion                                                    | Regi              | Teater                                               |
| ---- | ------------------------ | ------------------------------------------------------------- | ----------------- | ---------------------------------------------------- |
| 1928 | Katarina                 | Skärgårdsflirt Gideon Wahlberg                                |                   | Mosebacketeatern                                     |
| 1928 |                          | Vaxholm 1:an Sigurd Wallén                                    |                   | Mosebacketeatern                                     |
| 1930 |                          | Skeppar Ömans flammor Siegfried Fischer                       |                   | Söders friluftsteater                                |
| 1931 | Karin, piga Bob, piccolo | Ta' fast tjuven Gran                                          |                   | Mosebacketeatern                                     |
| 1931 |                          | Äventyr vid kolonistugan Gideon Wahlberg och Walter Stenström |                   | Mosebacketeatern                                     |
| 1931 |                          | En Söderpojke Siegfried Fischer                               | Siegfried Fischer | Söders friluftsteater                                |
| 1931 | "Felsteget"              | Augustas lilla felsteg Siegfried Fischer                      |                   | Mosebacketeatern                                     |
| 1932 |                          | Skojar-Hampus på Stornäs Siegfried Fischer                    |                   | Söders friluftsteater                                |
| 1932 |                          | Tokstollar och högfärdsblåsor Gideon Wahlberg                 | Gideon Wahlberg   | Mosebacketeatern                                     |
| 1932 |                          | Skeppar Ömans flammor Siegfried Fischer                       |                   | Mosebacketeatern                                     |
| 1933 | Svea Lundkvist           | En Söderpojke Siegfried Fischer                               | Siegfried Fischer | Mosebacketeatern                                     |
| 1933 |                          | Amandas kärlekspant Siegfried Fischer                         | Siegfried Fischer | Mosebacketeatern                                     |
| 1933 |                          | Vackra Sissi, eller Kärlek u.p.a. Gideon Wahlberg             | Gideon Wahlberg   | Tantolundens friluftsteater                          |
| 1933 | Grevinnan                | Skärgårdsflirt Gideon Wahlberg                                | Ragnar Klange     | Folkets hus teater                                   |
| 1934 |                          | Johannis i Lillegår'n Gideon Wahlberg                         | Gideon Wahlberg   | Tantolundens friluftsteater                          |
| 1935 |                          | Grabbarna i 57:an Gideon Wahlberg                             |                   | Tantolundens friluftsteater                          |
| 1936 | Medverkande              | Heja folket, revy Harry Iseborg och Nisse Berggren            | Ragnar Klange     | Folkets hus teater                                   |
| 1936 |                          | 65, 66 och jag Axel Frische                                   | Ragnar Klange     | Folkets hus teater                                   |
| 1937 | Medverkande              | Folket i bild, revy                                           | Ragnar Klange     | Folkets hus teater                                   |
| 1937 | Lina, i tjänst hos Fries | Här kommer jag Axel Frische och Fleming Lynge                 | Ragnar Klange     | Folkets hus teater                                   |
| 1938 |                          | Kärlek och cirkus Gideon Wahlberg                             | Gideon Wahlberg   | Tantolundens friluftsteater                          |
| 1938 |                          | Stockholmsfilurer Gideon Wahlberg                             | Gideon Wahlberg   | Odeonteatern, Stockholm                              |
| 1939 |                          | Friar'n från Kisa Sigge Fischer                               |                   | Odeonteatern, Stockholm                              |
| 1939 |                          | Kärlek och guldfeber Gideon Wahlberg                          |                   | Tantolundens friluftsteater/ Odeonteatern, Stockholm |
| 1939 |                          | Don Juan i 7:an Gideon Wahlberg                               | Gideon Wahlberg   | Odeonteatern, Stockholm                              |
| 1941 |                          | Flaggan i topp, revy Kar de Mumma                             | Leif Amble-Næss   | Södra teatern                                        |
| 1943 | Medverkande              | Marsch till Söder, revy Dardanell, Dix Dennie, Åke Balltorp   | Karl Kinch        | Södra Teatern                                        |
| 1951 |                          | Karusellen på Björkeby Sigge Fischer                          | Sigge Fischer     | Tantolundens friluftsteater                          |
| 1951 | Medverkande              | Drömtolvan, revy Stig Bergendorff och Gösta Bernhard          | Gösta Terserus    | Casinoteatern                                        |
| 1952 | Medverkande              | Anderssons sagor, revy Stig Bergendorff och Gösta Bernhard    | Gösta Terserus    | Casinoteatern                                        |
| 1953 | Medverkande              | Operation knätofs, revy Stig Bergendorff och Gösta Bernhard   | Gösta Bernhard    | Casinoteatern                                        |
| 1954 | Medverkande              | Sista skriket 54, revy Stig Bergendorff och Gösta Bernhard    | Gösta Bernhard    | Casinoteatern                                        |